# Phlogophilus hemileucurus
Phlogophilus hemileucurus là một loài chim trong họ Chim ruồi.